# Zhonghe (socken i Kina, Henan)
Zhonghe (kinesiska: 中河, 中河乡) är en socken i Kina. Den ligger i provinsen Henan, i den centrala delen av landet, omkring 190 kilometer väster om provinshuvudstaden Zhengzhou.
Genomsnittlig årsnederbörd är 751 millimeter. Den regnigaste månaden är juli, med i genomsnitt 143 mm nederbörd, och den torraste är januari, med 4 mm nederbörd.